# Dennis Higler
Dennis Johan Higler (Hilversum, 30 september 1985) is een Nederlands voetbalscheidsrechter.

## Carrière
Higler debuteerde op 3 september 2010 in het betaald voetbal bij het duel Telstar–FC Den Bosch (3-0). In 2011 floot hij de bekerfinale van de beloften. In de Eredivisie debuteerde Higler als scheidsrechter op 3 december 2011 bij een wedstrijd tussen De Graafschap en Roda JC (1-2). Met ingang van het seizoen 2012/2013 werd Higler senior-scheidsrechter.
Sedert 2017 is Higler internationaal scheidsrechter. Hierdoor komt hij in aanmerking voor wedstrijden in de voorrondes van de Champions- en Europa League. Higler vervangt hier Richard Liesveld. Zijn buitenlandse debuut was op 6 juli 2017 in Slowakije bij de eerste kwalificatieronde van het Europa League-toernooi tussen MFK Ružomberok en FK Vojvodina uit Servië.

## Statistieken
| Seizoen         | Competitie      | Wedstrijden | Kaarten    | Kaarten                                    | Kaarten     | Strafschoppen | Strafschoppen |
| Seizoen         | Competitie      | Wedstrijden | Kreeg geel | Kreeg voor de tweede keer geel en dus rood | Weggestuurd | Thuisploeg    | Uitploeg      |
| --------------- | --------------- | ----------- | ---------- | ------------------------------------------ | ----------- | ------------- | ------------- |
| 2011/12         | Eredivisie      | 6           | 14         | 0                                          | 1           | 0             | 0             |
| 2012/13         | Eredivisie      | 16          | 51         | 3                                          | 3           | 1             | 3             |
| 2013/14         | Eredivisie      | 21          | 48         | 0                                          | 5           | 3             | 2             |
| 2014/15         | Eredivisie      | 21          | 45         | 1                                          | 1           | 1             | 3             |
| Carrière totaal | Carrière totaal | 64          | 158        | 4                                          | 10          | 5             | 8             |

## Nationale finales
| Datum        | Stadion             | Stad      | Wedstrijd  | Uitslag | Competitie           | Kreeg geel | Kreeg voor de tweede keer geel en dus rood | Weggestuurd |
| ------------ | ------------------- | --------- | ---------- | ------- | -------------------- | ---------- | ------------------------------------------ | ----------- |
| 27 juli 2019 | Johan Cruijff ArenA | Amsterdam | Ajax – PSV | 2 – 0   | Johan Cruijff Schaal | 5          | 0                                          | 0           |

## Interlands
| Datum            | Plaats               | Wedstrijd                | Uitslag | Competitie                  | Kreeg geel | Kreeg voor de tweede keer geel en dus rood | Weggestuurd |
| ---------------- | -------------------- | ------------------------ | ------- | --------------------------- | ---------- | ------------------------------------------ | ----------- |
| 10 juni 2019     | Ta' Qali, Malta      | Malta – Roemenië         | 0 – 4   | Kwalificatie EK 2020        | 2          | 1                                          | 0           |
| 13 oktober 2019  | Boedapest, Hongarije | Hongarije – Azerbeidzjan | 1 – 0   | Kwalificatie EK 2020        | 7          | 0                                          | 0           |
| 11 oktober 2020  | Athene, Griekenland  | Griekenland – Moldavië   | 2 – 0   | UEFA Nations League 2020/21 | 6          | 0                                          | 1           |
| 1 september 2021 | Tórshavn, Faeröer    | Faeröer – Israël         | 0 – 4   | Kwalificatie WK 2022        | 1          | 0                                          | 0           |
| 11 oktober 2021  | Larnaca, Cyprus      | Cyprus – Malta           | 2 – 2   | Kwalificatie WK 2022        | 3          | 0                                          | 0           |
| 29 maart 2022    | Anderlecht, België   | België – Burkina Faso    | 3 – 0   | Vriendschappelijk           | 3          | 0                                          | 0           |
| 12 juni 2022     | Ta' Qali, Malta      | Malta – San Marino       | 1 – 0   | UEFA Nations League 2022/23 | 3          | 0                                          | 0           |